# Rajd Adriatyku 1957
Rajd Adriatyku 1957 (6. Rallye Adriatique) – 6. edycja rajdu samochodowego Rajd Adriatyku rozgrywanego w Jugosławii od 24 do 28 lipca 1957 roku. Była to siódma runda Rajdowych Mistrzostw Europy w roku 1957.

## Wyniki końcowe rajdu
| Miejsce                      | Kierowca                     | Pilot                        | Samochód                     | Punkty                       | Strata                       |                              |
| Klasyfikacja generalna i ERC | Klasyfikacja generalna i ERC | Klasyfikacja generalna i ERC | Klasyfikacja generalna i ERC | Klasyfikacja generalna i ERC | Klasyfikacja generalna i ERC | Klasyfikacja generalna i ERC |
| ---------------------------- | ---------------------------- | ---------------------------- | ---------------------------- | ---------------------------- | ---------------------------- | ---------------------------- |
| 1.                           | Ruprecht Hopfen              | Kurt van Loesch              | Saab 93                      |                              | –                            |                              |
| 2.                           | Georg Kaufmann               | Franz Rappold                | DKW F 91                     |                              |                              |                              |
| 3.                           | Luciano Tavola               | Luciovon Marini              | Alfa Romeo Giulietta         |                              |                              |                              |
| 4.                           | Sergio Bettoja               |                              | Alfa Romeo Giulietta S       |                              |                              |                              |
| 5.                           | Arnulf Pilhatsch             | Hans Richter                 | BMW 502                      | 5                            |                              |                              |
| 6.                           | Wolfgang Levy                | Karl Horst                   | Fiat 1100 103 TV             | 7                            | +2                           |                              |
| 7.                           | Carlo Bornand                | Michelle Vouga               | Alfa Romeo Giulietta S       | 9                            | +4                           |                              |
| 8.                           | Paul Guiraud                 | Britvic                      | Peugeot 403                  | 10                           | +5                           |                              |
| 9.                           | Milivoje Mikica Vuković      | Ivan Picek                   | DKW F 91                     | 14                           | +9                           |                              |
| 10.                          | Alexander von Falkenhausen   | Katharina von Falkenhausen   | BMW 507                      | 15                           | +10                          |                              |